# Ladies and Gentlemen We Are Floating in Space

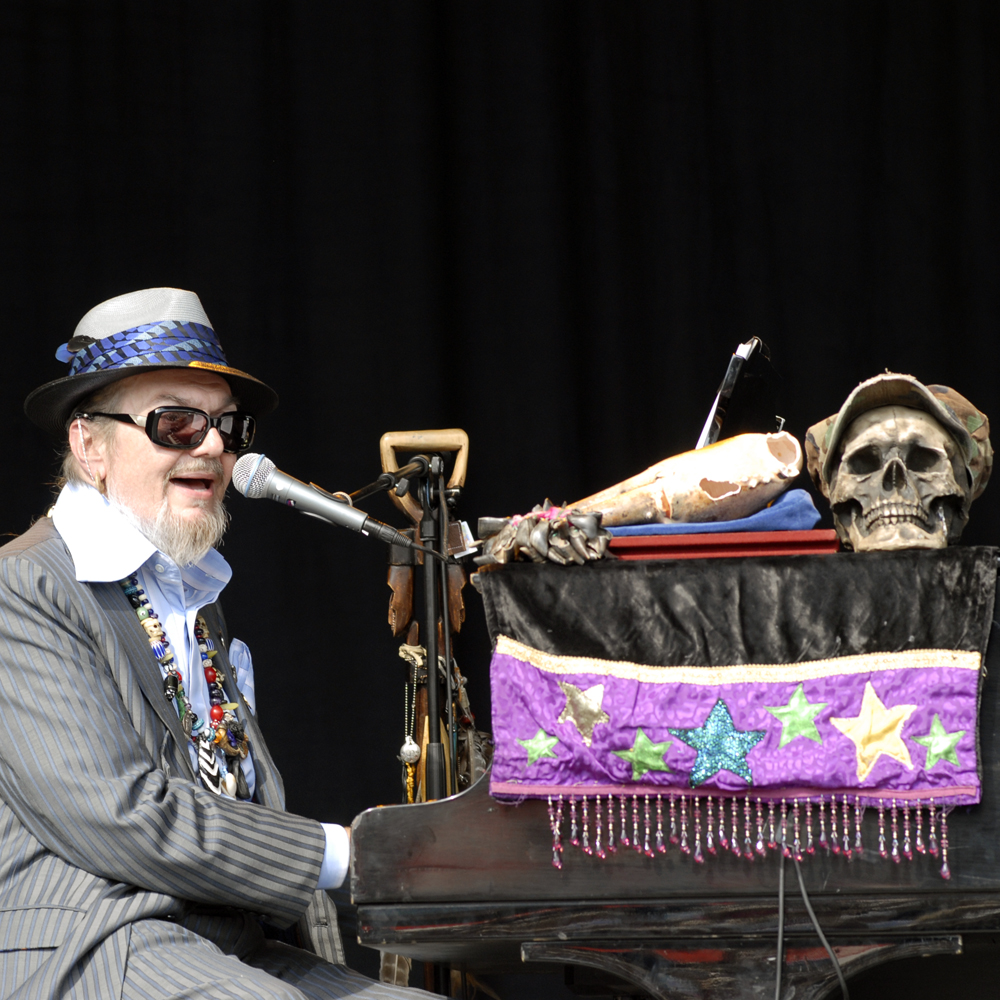
Dr. John, här i Stockholm 2009, medverkar med suggestivt pianospel på det avslutande spåret Cop Shoot Cop....

Ladies and Gentlemen We Are Floating in Space är ett musikalbum från 1997 av det brittiska space rock-bandet Spiritualized. All musik och text är skriven av bandets centralfigur Jason Pierce, även känd som J. Spaceman. Gästspelar på skivan gör Balanescu Quartet, The London Community Gospel Choir och Dr. John.
Omslaget och skivhäftet är utformat som en medicinförpackning. Skivans titel, "Ladies and Gentlemen We Are Floating in Space", är tagen från den engelska översättningen av Jostein Gaarders bok Sofies värld.

## Bakgrund
Skivan gavs ut strax efter det att bandets förgrundsfigur Jason Pierce separerat från sin dåvarande flickvän, och tillika bandets keyboardist, Kate Radley. Radley hade gift sig i hemlighet med The Verves sångare Richard Ashcroft och ett flertal av skivans spår, som det inledande titelspåret Ladies and Gentlemen We Are Floating in Space men framförallt Broken Heart, rör tydligt vid temat hjärtesorg, medan andra spår på skivan innehåller lika tydliga drogreferenser.
Titelspåret Ladies and Gentlemen We Are Floating in Space inbegrep på den första pressade utgåvan både melodi och text från Elvis Presleys låt Can't Help Falling in Love, skriven av Hugo Peretti, Luigi Creatore och George David Weiss. På grund av upphovsrättsliga skäl blev dock bandet tvunget att dra tillbaka den versionen och mixa om låten med nyskriven text.

### Musikstilar
Skivan har likt tidigare och efterföljande material av Spiritualized sin grund i psykedelisk rock och space rock men lånar även influenser från symfonisk rock, stråkmusik, frijazz och gospel.

## Låtlista
Alla låtar är skrivna och komponerade av Jason Pierce. 
| Nr           | Titel                                         | Längd |
| ------------ | --------------------------------------------- | ----- |
| 1.           | Ladies and Gentlemen We Are Floating in Space | 3:41  |
| 2.           | Come Together                                 | 4:41  |
| 3.           | I Think I'm in Love                           | 8:10  |
| 4.           | All of My Thoughts                            | 4:37  |
| 5.           | Stay With Me                                  | 5:08  |
| 6.           | Electricity                                   | 3:46  |
| 7.           | Home of the Brave                             | 2:23  |
| 8.           | The Individual                                | 4:15  |
| 9.           | Broken Heart                                  | 6:38  |
| 10.          | No God Only Religion                          | 4:22  |
| 11.          | Cool Waves                                    | 5:06  |
| 12.          | Cop Shoot Cop...                              | 17:14 |
| Total längd: | Total längd:                                  | 70:02 |